# Daniel Cunin
Daniel Cunin (Bruyères, 1963) is een Frans essayist en vertaler van Nederlandse literatuur in het Frans.

## Biografie
Cunin studeerde rechten in Aix-en-Provence en germanistiek in Parijs. Tussen 1995 en 2007 doceerde hij literair vertalen aan de Universiteit Sorbonne-Paris IV, departement Nederlands. 
Sinds halverwege de jaren negentig vertaalde Cunin klassieke Nederlandstalige auteurs (Hadewijch, J. Slauerhoff, Gerrit Achterberg, Lucebert, Willem Frederik Hermans), maar ook hedendaagse dichters en schrijvers (Willem van Toorn, Adriaan van Dis, Stefan Brijs, Vonne van der Meer, Bart Moeyaert, Radna Fabias, Lucas Rijneveld, Lale Gül).. Ook vertaalde hij theaterteksten, graphic novels, kinder- en jeugdboeken, kunstcatalogi en sociaal-wetenschappelijke werken.
Op zijn weblog flandres-hollande publiceert Cunin essays over Nederlandse literatuur en literatuurgeschiedenis. Hij afficheert zich als liefhebber van de Nederlandse taal. Hij is lid van de redactie van het tijdschrift de lage landen, medewerker van het tijdschrift Deshima, buitenlands lid van de Maatschappij der Nederlandse Letterkunde en gewoon lid van de Koninklijke Academie voor Nederlandse Taal en Letteren, Gent. 
Voor zijn vertaling van De engelenmaker van Stefan Brijs kreeg Cunin in 2010 de Prix des Lecteurs 2010 de Cognac en in 2011 de Prix littéraire des Lycéens de l’Euregio. In 2018 werd hij voor zijn poëzievertalingen, in het bijzonder voor de bloemlezing uit het werk van Willem van Toorn getiteld Une cage à la recherce d’un oiseau, bekroond met de James Brockwayprijs. Voor zijn vertaling van Ik ga leven van Lale Gül ontving hij in 2023 de Prix littéraire des Lycéens de l’Euregio 2023.  

### Vertalingen

#### Proza
- Abdelkader Benali, Le Tant Attendu (Nl. De langverwachte)
- Hafid Bouazza, Les Pieds d’Abdullah (Nl. De voeten van Abdullah)
- Jeroen Brouwers, Jours blancs (Nl. Datumloze dagen)
- Stefan Brijs, Le Faiseur d’anges (Nl. De engelenmaker), Courrier des tranchées (Nl. Post voor mevrouw Bromley), Taxi Curaçao (Nl. Maan en zon), L’Année du chien, (Nl. Zonder liefde)
- Adriaan van Dis, Fichue famille (Nl. Familieziek), Tête à crack (Nl. Tikkop), Le Promeneur (Nl. De wandelaar), Quand je n’aurai plus d’ombre (Nl. Ik kom terug)
- Jan Fabre, Journal de nuit II. 1985-1991 (Nl. Nachtboek 1985-1991)
- Lale Gül, Je vais vivre (Nl. Ik ga leven)
- Willem Frederik Hermans, La Chambre noie de Damoclès (De donkere kamer van Damokles), Ne plus jamais dormir (NL. Nooit meer slapen), La Maison préservée (Nl. Het behouden huis)
- Sander Kollaard, Une journée de chien (Nl. Uit het leven van een hond)
- Tobi Lakmaker, Ma sexualité en toutes lettres (Nl. De geschiedenis van mijn seksualiteit)
- Evelien van Leeuwen, Modeste in Memoriam (Nl. Klein in memoriam)
- Lieke Marsman, Le Contraire d’une personne (NL. Het tegenovergestelde van een mens)
- Philip Mechanicus, Cadavres en sursis. Journal du camp de Westerbork (Nl. In depot, dagboek uit Westerbork)
- Vonne van der Meer, Les Invités de l’île (NL. Eilandgasten), Le Bateau du soir (Nl. De avondboot), Le Voyage vers l’enfant (Nl. De reis naar het kind)
- Marga Minco, T’as une sacrée chance toi, bloemlezing
- Bart Moeyaert, Nid de guêpes (Nl. Wespennest), C’est l’amour que nous ne comprenons pas (Nl. Het is de liefde die we niet begrijpen), Oreille d’homme (Nl. Mansoor), Frères (Nl. Broere), Embrasse-moi (Nl. Kus me), La Rue des étoiles (Nl. De Melkweg), L’Oie et son frère (Nl. De gans en zijn broer), Sorry (Tegenwoordig heet iedereen Sorry)
- Cees Nooteboom, Le Matelot sans lèvres. Histoires tropicales, (Nl. De verliefde gevangene. Tropische verhalen)
- Willem Jan Otten, La Mort sur le vif (Nl. Specht en zoon), Un homme par ouï-dire (Nl. Een man van horen zeggen)
- Lucas Rijneveld, Qui sème le vent (Nl. De avond is ongemak) Mon bel animal (Nl. Mijn lieve gunsteling)
- David Sandes, La Méthode miraculeuse de Félix Bubka (Nl. Sergei Bubka’s wondermethode)
- J. Slauerhoff, Le Royaume interdit (Nl. Het verboden rijk), La Révolte de Guadalajara (Nl. De opstand van Guadalajara)
- Nynke Smits, Mémoires de Sabine, épouse d’Hadrien (Nl. Sabina, vrouw van Hadrianus. Een bijzondere liefdesgeschiedenis)
- Annelies Verbeke, Dors ! (Nl. Slaap!)
- Robbert Welagen, Fenêtre, clé (Nl. Raam, sleutel)
- Leon de Winter, La Faim de Hoffmann (in samenwerking met Philippe Noble, (Nl. Hoffmanns honger), Le Droit au retour (Nl. Het recht op terugkeer)

#### Poëzie
- Gerrit Achterberg, L’Ovaire noir de la poésie, bloemlezing
- Benno Barnard, Le Service de mariage (Nl. Het trouwservies)
- Dirk Van Bastelaere, Splash!, bloemlezing
- Paul Bogaert, Le Slalom soft (Nl. De slalom soft)
- Alex Deforce, Entre les ponts, (Nl. Tussenbruggen)
- Arjen Duinker, L’histoire d’une énumération, bloemlezing
- Antoon Van den Braembussche, Tout va, tout revient (Nl. Alles komt terug)
- Radna Fabias, Habitus (Nl. Habitus)
- Hadewijch, Les Chants (Nl. Liederen)
- Hester Knibbe, Archaïques, les animaux (in samenwerking met Kim Andringa), (Nl. Archaïsch de dieren)
- Gerry van der Linden, Fauves des villes suivi de Un croque avec Brodsky, bloemlezing
- Lucebert, Tout est dans le monde (in samenwerking met Kim Andringa), bloemlezing
- Willem van Toorn, Une cage à la recherche d’un oiseau, bloemlezing
- Bart Vonck, En perte, délicieusement (Nl. Teloor, zalig)

### Essays
- Fritz Vanderpyl, een Hollandse ‘’poète gastronome’’ (De Parelduiker, 2024, essay over de vergeten Haagse schrijver Fritz Vanderpyl)